# Choristoneura freemani
Choristoneura freemani (englisch Western spruce budworm) ist eine nordamerikanische Schmetterlingsart aus der Gattung Choristoneura innerhalb der Familie der Wickler (Tortricidae). Sie gilt in ihrer Heimat als bedeutender Forstschädling.

## Beschreibung

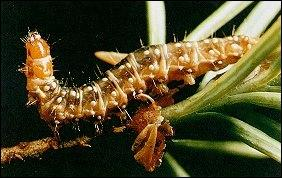
Raupe

Adulte Falter erreichen eine Körperlänge von rund 12,7 Millimeter und eine Flügelspannweite von 2,2 bis 2,8 Zentimetern. Die Flügel sind grau oder orangebraun gefärbt und weisen eine Bänderung oder Streifung auf. An den Flügelrändern befindet sich ein auffälliger weißer Punkt. Männchen und Weibchen ähneln sich im Aussehen, wobei die Weibchen etwas robuster gebaut sind.
Die ovalen, hellgrünen Eier sind rund 1,2 Millimeter groß. Sie werden in Gruppen abgelegt und überlappen sich dabei schindelartig.
Die Raupen durchlaufen insgesamt sechs Larvenstadien. Frisch geschlüpfte Raupen sind gelblich-grün gefärbt und haben einen braunen Kopf. Vom zweiten bis vierten Larvenstadium sind sie orange- bis zimtbraun mit schwarzem Kopf und Kragen. Im fünften Stadium haben sie einen blass oliv-braunen Körper mit kleinen weißen Punkten, einen schwarzen Kragen sowie einen rötlich-braunen Kopf, der schwarz gefärbte Dreiecke aufweist. Im sechsten Larvenstadium ist die oliv- bis rötlichbraune Raupe 2,5 bis 3,2 Zentimeter lang und hat einen hellbraunen bis hell kastanienbraunen Kopf und Kragen. Auf dem Körper findet man auch große, elfenbeinfarbene Bereiche. Die 1,3 bis 1,6 Zentimeter große Puppe ist anfangs bräunlichgelb oder -grün und verfärbt sich später in ein rötliches Braun.

## Verbreitung
Das Verbreitungsgebiet von Choristoneura freemani liegt im Westen Nordamerikas. Es erstreckt sich entlang der Rocky Mountains von Alberta und British Columbia im Norden über Washington, Nordwest-Oregon, Idaho, Montana, Wyoming, Utah und Colorado bis nach Arizona und New Mexico im Süden.

## Lebensweise

### Nahrungspflanzen
Die Raupen ernähren sich hauptsächlich von der Kolorado-Tanne (Abies concolor), der Küsten-Tanne (Abies grandis), der Felsengebirgs-Tanne (Abies lasiocarpa), der Westamerikanischen Lärche (Larix occidentalis), der Engelmann-Fichte (Picea engelmannii), der Weiß-Fichte (Picea glauca), der Stech-Fichte (Picea pungens) sowie von der Douglasie (Pseudotsuga menziesii). Seltener fressen sie auch an der Purpur-Tanne (Abies amabilis), der Weißstämmigen Kiefer (Pinus albicaulis), der Küsten-Kiefer (Pinus contorta), der Biegsamen Kiefer (Pinus flexilis), der Westlichen Weymouth-Kiefer (Pinus monticola), der Gelb-Kiefer (Pinus ponderosa), der Westamerikanischen Hemlocktanne (Tsuga heterophylla) und der Berg-Hemlocktanne (Tsuga mertensiana). Häufig findet man die Raupen auch auf zu Zierzwecken angepflanzten Gemeinen Fichten (Picea abies) und Wald-Kiefern (Pinus sylvestris).

### Entwicklung
Im Großteil des Verbreitungsgebietes durchläuft die Art alle Stadien ihrer Entwicklung innerhalb von 12 Monaten. Die voll ausgebildeten Falter schlüpfen, je nach Standort vom frühen Juli bis frühen August aus ihren Puppen. Das Weibchen legt 7 bis 10 Tage nach dem Schlupf rund 150 Eier auf die Unterseite von Nadeln der Futterpflanzen und stirbt anschließend. Die Eier sind in ein- bis dreischichtigen Haufen von bis zu 130 Eiern abgelegt.
Nach etwa 10 Tagen schlüpfen die Raupen aus den Eiern. Die Raupen fressen nicht, sondern beginnen sofort mit der Suche nach einem geschützten Ort unter der Borke oder unter Flechten, wo sie sich einspinnen, um zu überwintern. Im frühen Mai bis späten Juni verlassen die Raupen ihre Überwinterungsverstecke und beginnen mit der Nahrungssuche. Sie minieren einjährige Nadeln und geschlossene Knospen. Sie hinterlassen dabei häufig Seidenreste und Ausscheidungen beim Eintrittsloch. Wenn neue Triebe austreiben, spinnt die Raupe ein lockeres Netz darüber und beginnt, an den frischen Nadeln zu fressen. Wenn das Längenwachstum der Triebe einsetzt, schnürt sie benachbarte Nadeln zusammen, um an ihnen zu fressen. Es werden bevorzugt die jungen Nadeln gefressen. An einigen Nahrungspflanzen befällt sie auch die männlichen Blütenzapfen und die noch nicht entwickelten Samenzapfen.
Rund 30 bis 40 Tage nach dem Verlassen ihrer Überwinterungsplätze sind die Raupen ausgewachsen. Sie verpuppen sich meist an ihren Fressplätzen. Nach rund 10 Tagen schlüpfen die fertig entwickelten Falter.

## Schadwirkung
Choristoneura freemani wird als einer der bedeutendsten Schädlinge in den westlichen Nadelwäldern Nordamerikas eingestuft. Durch das Fressen der Nadeln kann es bei einer hohen Populationsdichte in Douglasienbeständen zum Absterben des Kronenbereichs kommen. Neben den Blättern fressen die Raupen auch an den Blütenzapfen und noch nicht entwickelten Samenzapfen der Nahrungspflanzen, so dass es zu einem Einbruch in der Samenproduktion kommen kann. Diese hat insbesondere in Beständen zur Samenproduktion sowie an Standorten mit ohnehin geringer Naturverjüngung stark negative Auswirkungen. Durch die Schwächung des Baumes können diese auch über mehrere Jahre anhalten. Ein Befall an Keimlingen und jungen Bäumen kann zu Entnadelungen, Missbildungen und zum Absterben führen. Altbäume werden meist geschwächt und das Wachstum wird gehemmt.
Durch einen Befall mit Choristoneura freemani geschwächte Bäume sind anfällig gegenüber Sekundärschädlingen wie Dendroctonus pseudotsugae und Scolytus ventralis.